# Drillia detecta
Drillia detecta är en snäckart som först beskrevs av Dall 1881.  Drillia detecta ingår i släktet Drillia och familjen Drilliidae. Inga underarter finns listade i Catalogue of Life.